# Anne Lise Marstrand-Jørgensen
 Der er for få eller ingen kildehenvisninger i denne artikel, hvilket er et problem. Du kan hjælpe ved at angive troværdige kilder til de påstande, som fremføres i artiklen.

Anne Lise Marstrand-Jørgensen (født 18. juli 1971 på Frederiksberg) er en dansk skønlitterær forfatter.
Hun debuterede i 1998 med digtsamlingen Vandring inden ophør. Hun fik sit gennembrud i 2009 med romanen Hildegard, der i 2010 efterfulgtes af Hildegard II. Begge omhandlende middelalderkvinden Hildegard af Bingen. Yderligere har hun udgivet den anmelderroste roman Hvad man ikke ved, der følger en familie i årene omkring 1968 og den lige så roste Dronning af Saba og Kong Salomon der omhandler den bibelske Dronningen af Saba. Senest har hun i 2017 udgivet romanen Sorgens grundstof og i 2020 Margrete I, en roman om dronning Margrete 1.
Endvidere samarbejder Marstrand-Jørgensen musikalsk med rock- og avantgardemusikeren Jomi Massage.

## Samfundskritik
Marstrand-Jørgensen er aktiv samfundsdebattør og stærkt kritisk overfor Danmarks flygtninge- og udenrigspolitik. Hun er aktiv i netværket Venligboerne.

## Hæder
Marstrand-Jørgensen er modtager af blandt andet Statens Kunstfonds tre-årige legat i 2004, Statens Kunstfonds Arbejdslegat i 2007, Weekendavisens Litteraturpris i 2009, Otto Gelsted-prisen i 2013 samt Politikens Litteraturpris i 2017.
I maj 2023 blev Marstrand-Jørgensen tildelt Statens Kunstfonds livsvarig hædersydelse